# Kościół św. Jadwigi w Lubstowie
Kościół świętej Jadwigi w Lubstowie ― rzymskokatolicki kościół parafialny należący do parafii pod tym samym wezwaniem (dekanat sompoleński diecezji włocławskiej).
Świątynia zbudowana została w 1534 roku i ufundowana przez szlachecki ród Lubstowskich: Jana, chorążego kaliskiego i Bartłomieja, podkomorzego inowrocławskiego. Reprezentuje styl wczesnorenesansowy. Jest to budowla murowana wzniesiona na miejscu pierwotnej świątyni drewnianej. W 1753 roku kościół był restaurowany (przebudowane zostało prezbiterium) przez mistrza murarskiego Hermana Cyglera dla Rafała Radajewskiego, chorążego brzeskokujawskiego, ówczesnego dziedzica Lubstowa.
Budowla jest orientowana, na rzucie prostokąta, charakteryzująca się wydłużoną osią wschód-zachód. Bryła posiada formę wydłużonego prostopadłościanu nakrytego wysokim dachem dwuspadowym. Ściany szczytowe są parawanowe. Od strony północnej przylega zakrystia w formie prostopadłościanu, nakryta dachem dwuspadowym o kalenicy na poziomie
okapu bryły głównej. Połacie dachowe w części dolnej jest załamane na przepustnicy. Bryła otoczona jest przyporami i daszkami dwuspadowymi, pulpitowymi, rozdzielonymi ukośnie.
Wnętrze świątyni wyposażone jest m.in. w trzy ołtarze rokokowe, ambonę oraz dwie płyty nagrobne z piaskowca (Jana Lubstowskiego i Radojewskiego).
Świątynia była remontowana w 1971 roku. Na początku lat 90. XX wieku kościół został odnowiony, zmienione zostało pokrycie dachowe, okna, uzupełniona została część tynków. W 1995 roku zostały założone posadzki marmurowe z „białej marianny”. W 2006 roku została zamontowana brama oraz krata w drzwiach głównych świątyni. Kościół zachował się w dobrym stanie.